# Wiwa
Els wiwa són un dels pobles amerindis de Colòmbia, que parla el damana, llengua de la família lingüística txibtxa.

## Denominacions
El nom "wiwa" prové de l'arrel wi que significa càlid, els de les terres baixes càlides; wi també significa "engendrar" o donar origen. Els wiwa a més són coneguts com a Sanjá (Sanha o Sanká), que significa natius o indígenes, en oposició a sentalo, estranger, no indígena. Altres denominacions són gentilicis propis de poblats wiwa: guamacas (de Guamaka), marocaseros (de Marokaso), arsarios (de Rosario). Malayos és una denominació l'origen que no és clara.

## Territori
El territori wiwa comprèn la zona del departament del Cesar al nord del municipi de Valledupar i la zona confrontant del departament de La Guajira, a Colòmbia. Habiten actualment en la Serra, entre els 900 i 2.500 m.s.n.m.
Segons els wiwa el seu territori original eren les regions de Marokaso, El Rosario i Guamaka i arribava fins a les terres baixes planes. Per efectes de la colonització els wiwa van haver d'emigrar cap a terres més altes i abandonar El Rosario (anomenat després La Sierrita) i durant bastant temps a Marokaso.

## Població
El patró de poblament és dispers en cases *uninfamiliares rectangulars en les faldilles i valls de la Serra. Els poblats són centres cerimonials i rituals i a les seves cases se celebren reunions i s'escolten les històries i els consells dels mamos.
Segons el Ministeri de Cultura de Colòmbia, "el poble wiwa té una població de 13.627 persones -6.872 són homes i 6.755 són dones-. D'aquests, 12.803 persones resideixen en àrees rurals i 824 en zones urbanes. El gruix de la població correspon a nens, joves i adults joves (79% té menys de 30 anys), mentre que els adults majors de 60 anys són un nombre reduït de persones (2%)."
Els principals poblats wiwa són ara Avingüe, Cherúa, Sinká, Surimena, Ahuyamal, Pozo de Humo i Bernaka al Cesar, i Rinconal, Guamaka, Naranjal, Marokaso i Potrerito a La Guajira. Estan localitzats dins de Resguardos Indígenas, propietats col·lectives reconegudes per l'estat. Han constituït l'Organització Wiwa Yugumaiun Bunkuanarrua Tayrona (OWYBT) per estar representats davant la resta de la societat. Es reuneixen a més amb les autoritats dels altres tres pobles de la Serra: koguis, arhuacs i kankuamos per coordinar la defensa del territori dins de l'anomenada línia negra que demarca la Sierra i dels quatre pobles encarregats de cuidar-la.

## Sistema de producció
Els wiwa són agricultors que conreen i cullen yuca, nyam, malanga, plàtan, blat de moro, fesol, coca i canya de sucre panela, destinats al consum familiar i cafè per comerciar.
A més produeixen el fique amb la fibra del qual fabriquen hamaca i la motxilla suzu. Els homes porten croada amb aquesta la motxilla duadu, de cotó filat a casa. Les dones fabriquen la roba, encara que adquireixen la tela, generalment dels koguis. Els homes fabriquen els barrets.
Cacen iguana, conills, rosegadors i aus. Recol·lecten petxines per treure la calç requerida per al consum tradicional de la coca.

## Els mamos
Les autoritats tradicionals espirituals i polítiques són els mamos. La seva influència està present en la vida quotidiana i en els esdeveniments importants de les comunitats i els individus, als quals aconsellen respectivament, en les assemblees i en xerrades angag+k+n.
Mamo vol dir sol, avi, conseller i la seva esposa és la saga, lluna, àvia, consellera. Tots dos han rebut una educació especial per conèixer sobre el Creador i entendre la naturalesa, la societat i les persones, guarir, *interpretar somnis i dirigir les cerimònies i rituals.